# Ланселот, або Лицар Воза

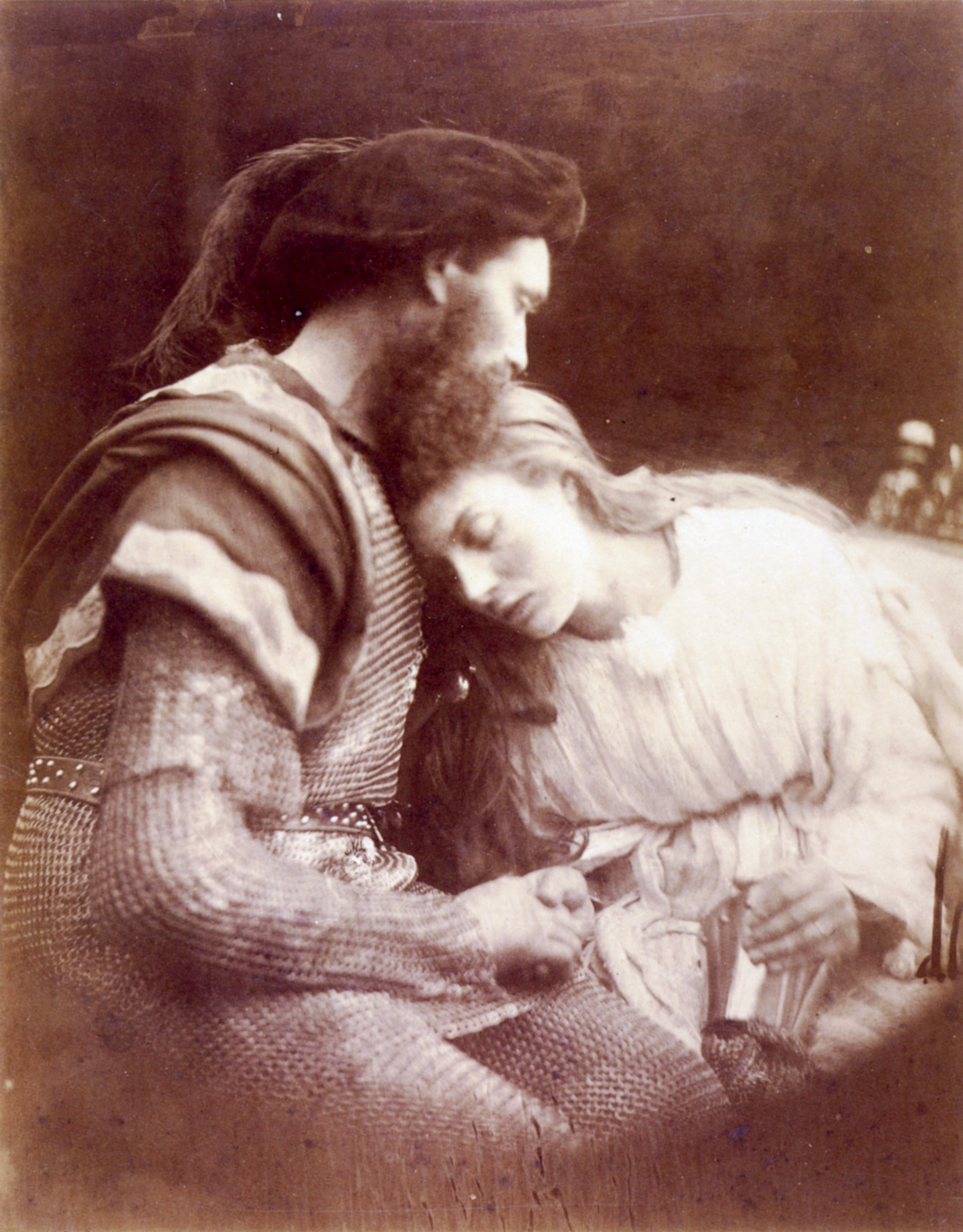

«Лицар воза, або Ланселот» (фр. Lancelot, le Chevalier de la Charrette) — лицарський роман Кретьєна де Труа.

## Сюжет
Ланселот закоханий у королеву Гвеневру, яка є дружиною короля Артура. Це почуття, що виражається в куртуазному служінні Дамі, визначає все поводження Ланселота: заради Гвеневри він робить неймовірні подвиги й, потрапляючи в найнебезпечніші ситуації, виявляється переможцем, тому що любов надає йому сили. Одна із шаленостей героя виявляється, коли він бореться із чарівником, що викрав королеву, спиною до супротивника, щоб не втрачати з виду кохану, що дивиться на двобій із вікна вежі. Заради Гвеневри Ланселот готовий навіть на приниження: зустрінутий ним карлик, обіцяючи повідомити ім'я викрадача королеви, пропонує Ланселоту проїхати в його возі, що сприймається лицарями як велике приниження, оскільки на возі їхали лише злочинці або полонені лицарі. Ланселот погоджується, щоправда, замислюється перед цим кілька секунд, викликаючи згодом невдоволення Гвеневри. Свою «провину» перед королевою він і повинен надолужити. Деякі дослідники вбачають у Ланселоті алегорію Рятівника, що возз'єднує душу (Гвеневру) і тіло (короля Артура), розлучених через підступ споконвічного Зла (чарівника Мелеаганта).
Герой романів, пов'язаних із пошуками Ґрааля, а також із розпадом артурівської держави й смертю самого короля Артура. Окрім твору де Труа, відомими творами про лицаря є французький анонімний романний цикл «Ланселот-Грааль» і, зокрема, «Книга про Ланселота Озерного», а також роман «Смерть Артура», автором якого є англієць Томас Мелорі (1488).

## Переклади українською
- «Ланселот, або Лицар Воза». — Тернопіль: Навчальна книга — Богдан, 2021. — С. 208. ISBN 978-966-10-6555-9. Переклав Петро Таращук